# Флаг Эртиля
Флаг Эрти́ля является официальным символом городского поселения — город Эртиль Эртильского муниципального района Воронежской области Российской Федерации. Флаг утверждён 30 июня 2009 года и внесён в Государственный геральдический регистр Российской Федерации под номером 5701.
Флаг городского поселения — город Эртиль составлен на основе герба и отражает исторические, природные и экономические особенности городского поселения — город Эртиль.

## Описание
«Прямоугольное красное полотнище с отношением ширины к длине 2:3, воспроизводящее посередине фигуры герба: горностаевого льва с золотыми языком и когтями, держащего в передних лапах серебряный куб о трёх видимых гранях (одна и две)».

## Обоснование символики
Появление города Эртиль связано с хозяйственной деятельностью князей Орловых. Здесь, на пересечении московского тракта и реки Большой Эртиль, в 1897 году князем Николаем Алексеевичем Орловым был построен сахарный завод, вокруг которого сформировался фабричный посёлок. В настоящее время город Эртиль — административный центр Эртильского муниципального района.
Горностаевый лев, который является одной из фигур родового герба Орловых, указывает на владельцев этих земель. Кубик сахара в лапах льва символизирует историю возникновения города и традиционное для района производство сахара.
Лев — символ благородства, силы и власти.
Белый цвет (серебро) — символ чистоты, справедливости, великодушия, а также мира.
Жёлтый цвет (золото) — символ урожая, изобилия и плодородия — аллегорично показывает развитый аграрный сектор экономики. Вместе с тем, золото символизирует величие, уважение, прочность, интеллект, а также свет и духовность.
Красный цвет (червлень) символизирует жизнеутверждающую силу, мужество, праздник, красоту и труд.